# Armada pakistana
Armada pakistana là một loài bướm đêm trong họ Noctuidae.